# Herminia fentoni
Herminia fentoni là một loài bướm đêm trong họ Noctuidae.